# 108 (число)
Вижте пояснителната страница за други значения на 108.
108 (сто и осем) е естествено, цяло число, следващо 107 и предхождащо 109.
Сто и осем с арабски цифри се записва „108“, а с римски цифри – „CVIII“. Числото 108 е съставено от три цифри от позиционните бройни системи – 1 (едно), 0 (нула) и 8 (осем).

## Общи сведения
- 108 е четно число.
- 108 е атомният номер на елемента хасий.
- 108-ият ден от годината е 18 април.
- 108 е година от Новата ера.
- 108 месеца са 9 години.

## Любопитни факти
- Джапа мала, тибетска или индийска броеница предназначена за молитва, е съставена от 108 мъниста.